# 保羅·索魯
保羅·索魯（英語：Paul Theroux，1941年4月10日—），美國旅行作家和小說家，其最著名的作品是1975年的《大鐵路市集》（The Great Railway Bazaar）。 他出版了許多小說，其中改編為劇情片。他以小說《蚊子海岸》被授予1981年詹姆斯·泰特·布莱克纪念奖，1986年被改編為同名電影。
他是作家亞歷山大·索魯和彼得·索魯的兄弟，也是美國演員賈斯汀·索魯的叔叔，其子則為英國作家和紀錄片製作人馬塞爾·索魯、路易斯·索魯。

## 作品
- 《花街聖者》
- 《騎乘鐵公雞：搭火車橫越中國》（又名《在中国大地上》）
- 《旅行上癮者》
- 《赫丘力士之柱》
- 《蚊子海岸》
- 《暗星薩伐旅》
- 《維迪亞爵士的影子》
- 《大洋洲的逍遙列島》
- 《到英國的理由》
- 《老巴塔哥尼亞快車》